# HV Gemini
HV Gemini Voerendaal is een Nederlandse handbalvereniging uit het Limburgs Voerendaal. HV Gemini is opgericht op 29 juli 1991 door een fusie tussen HV Voerendaal en HV Hellas uit Klimmen. 

## Geschiedenis
Sinds de Jaren 60 wordt er gehandbald in de gemeente Voerendaal. Gemini is op 29 juli 1991 ontstaan uit een fusie tussen HV Voerendaal en HV Hellas uit Klimmen (reeds opgericht op 13 februari 1965). Destijds bestond de club alleen uit een dames en een heren tak, maar halverwege de jaren 90 werd door Mirjam Steins en Ron Keulen een jeugdtak hieraan toegevoegd. Sindsdien heeft de club altijd jeugdteams voorgebracht, met als sportieve hoogtepunt het Nederlands Kampioenschap van de heren C in het seizoen 2006-2007 en een vierde plek het seizoen erna. De bekendste spelers afkomstig onze jeugdopleiding zijn de broers Ivo en Luc Steins, die beide meerdere interlands op hun naam hebben staan.

## Resultaten
Heren
- 2018 2e
Eerste klasse LB
- 2019 1e
Eerste klasse LB
- 2020 4e
Hoofdklasse B
- 2021 1e
Hoofdklasse B
- 2022 2e
Hoofdklasse B
- 2023 2e
Tweede divisie B
- 2024 9e
Eerste divisie

- Eerste divisie
- Tweede divisie
- Hoofdklasse
- Eerste klasse

## Ron Keulen zaaltoernooi
Gemini organiseert sinds 2010 een zaaltoernooi in hun eigen sporthal De Joffer in Voerendaal. Het toernooi wordt vlak voor de start van de zaalcompetitie georganiseerd. In 2013 is de naam van het toernooi veranderd in het Ron Keulen zaaltoernooi. Dit ter nagedachtenis aan de oud-voorzitter en mede initiator van de jeugdopleiding van Gemini, Ron Keulen. 
De winnaars van de seniorenpoule zagen er als volgt uit: 
|       | 2010     | 2011     | 2012     | 2013         | 2014          | 2015     | 2016      | 2017      | 2018      | 2019          | 2020      | 2021      | 2022      | 2023      | 2024      |
| ----- | -------- | -------- | -------- | ------------ | ------------- | -------- | --------- | --------- | --------- | ------------- | --------- | --------- | --------- | --------- | --------- |
| Dames | onbekend | onbekend | onbekend | Swift 2000   | V&L (A-jeugd) | onbekend | onbekend  | Internos  | onbekend  | Minor         | HV Gemini | HV Gemini | HV Gemini | HV Gemini | HV Limmid |
| Heren | onbekend | onbekend | onbekend | TV Lobberich | HVSU          | HVSU     | HV Gemini | HV Gemini | HV Gemini | BFC (heren 2) | HV Gemini | HV Gemini | HV Gemini | HV NOAV   | HV NOAV   |

## Bekende (oud-)spelers
- Luc Steins
- Ivo Steins
- Maik Onink
- Nick Onink